# Sorry, Baby
Sorry, Baby är en amerikansk dramafilm som hade premiär på Sundance filmfestival den 27 januari 2025. Den är regisserad av Eva Victor som även skrivit filmens manus.

## Handling
Något hemskt har hänt Agnes. Men livet går vidare – åtminstone för alla runt omkring henne.

## Rollista (i urval)
- Eva Victor - Agnes
- Naomi Ackie - Lydie
- Lucas Hedges - Gavin
- John Carroll Lynch - Pete
- Louis Cancelmi - Decker
- Kelly McCormack - Natasha
- E. R. Fightmaster - Fran
- Hettienne Park - Eleanor Winston